# Kamila Boruta
Kamila Boruta- Marszałek primo voto Hycnar (ur. 26 stycznia 1984 w Siedlcach) – polska aktorka teatralna, filmowa i telewizyjna.

## Kariera
W teatrze zadebiutowała w 2004 w przedstawieniu „Między dniem a nocą. Dybuk” w Teatrze Żydowskim w Warszawie. W 2006 ukończyła Studio Aktorskie przy Teatrze Żydowskim w Warszawie i zdała egzamin eksternistyczny. Od 2009 jest aktorką Teatru Rampa w Warszawie. Gościnnie występuje w Teatrze Żydowskim w Warszawie.
W 2017 otrzymała nagrodę za najlepszą rolę kobiecą na Festiwalu Małych Prapremier w Wałbrzychu za spektakl Dzień Dziecka w reżyserii Jerzego Jana Połońskiego.
W 2020 uczestniczyła w trzynastej edycji programu rozrywkowego Polsatu Twoja twarz brzmi znajomo.

## Teatr
Kompania Teatr Lublin
- 2014:
  - Żyd reż. Witold Mazurkiewicz

Teatr Żydowski w Warszawie
- 2010:
  - Zaczarowana noc reż. Szymon Szurmiej
  - Księga raju reż. Piotr Cieplak
- 2008:
  - Bajecznie kolorowa noc reż. Szymon Szurmiej
  - W nocy na starym rynku reż. Szymon Szurmiej
- 2007: Kamienica na Nalewkach reż. Szymon Szurmiej
- 2006: Tradycja reż. Szymon Szurmiej
- 2006: Kadysz reż. Szymon Szurmiej
- 2005: Skrzypek na dachu reż. Jan Szurmiej
- 2004: Między dniem a nocą – Dybuk reż. Szymon Szurmiej

Teatr Rampa na Targówku w Warszawie
- 2019: Na wschód od Hollywoodreż. Jerzy Jan Połoński
- 2018: Babcia mówi Pa Pareż. Agata Biziuk
- 2016: Dzień Dziecka reż. Jerzy Jan Połoński
- 2016: O dwóch takich co ukradli Księżyc reż. Cezary Domagała
- 2014: Rent musical reż. Jakub Szydłowski
- 2013: Awantura o Basię reż. Cezary Domagała
- 2013: Calineczka reż. Witold Mazurkiewicz
- 2012: Tango Piazzolla reż. Witold Mazurkiewicz
- 2012: Żyd reż. Witold Mazurkiewicz
- 2012: Mistrz i Małgorzata reż. Michał Konarski
- 2011: W pogoni za bajką reż. Cezary Domagała
- 2010: Wielka wyprawa reż. Piotr Furman
- 2009:
  - Światła Rampy reż. Tadeusz Wiśniewski
  - Pinokio, czyli świerszczowe opowieści reż. Cezary Domagała
  - Jeździec burzy reż. Arkadiusz Jakubik
  - Jak stać się żydowską matką, w dziesięć praktycznych lekcji reż. Jan Prochyra
  - Nie uchodzi, nie uchodzi czyli... Damy i Huzary reż. Maciej Wojtyszko
- 2008: Awantura w piekle reż. Cezary Domagała
- 2007: Tajemniczy ogród reż. Cezary Domagała

Teatr Powszechny im. Kochanowskiego w Radomiu
- 2007: Tajemniczy Ogród reż. Cezary Domagała

Teatr im. Żeromskiego w Kielcach
- 2006: Ania z Zielonego Wzgórza reż. Jan Szurmiej

Polskie Radio „Dwójka”
- 2011: słuchowisko – Tadeusz Konwicki Dziura w niebie

Polskie Radio „Jedynka”
- 2011: słuchowisko – Litwos na Dzikim Zachodzie, czyli Amerykańskie przygody Henryka Sienkiewicza

## Filmografia
- 2003: M jak miłość jako studentka psychologii (odc. 173, 174 i 176)[1]
- 2012: Wszystko przed nami jako agentka nieruchomości (odc. 38)[1]
- 2014: Na dobre i na złe jako Tamara (odc. 557)[1]
- 2017: Na sygnale jako Dominika (odc. 132)[1]
- 2018: Proceder jako pielęgniarka Kamila[1]
- 2019: Przyjaciółki jako kobieta w przedszkolu (odc. 155)[1]
- 2019: Nokaut jako Czarna
- 2019: Miłość na zakręcie[7] jako Jowita Kawecka
- 2021: Tajemnice miłości jako Anna (odc. 2)
- od 2022: M jak miłość jako Sylwia

## Dubbing
- Moja niania jest wampirem (Stephanie)
- Hot Wheels: Battle Force 5 (Grace)
- Brygada (Hayley)
- Superszpiedzy (Alex)
- Mighty B
- Ariol (Tadek)
- Fanboy i Chum Chum (Lupe)
- Ben 10: Alien Swarm (Elena)
- Wakfu
- Tara Duncan (Sandra)
- Odjazdowe zoo (Olga, Weterynarz)
- Zagroda według Otisa
- SpongeBob Kanciastoporty
- Księżniczka z krainy słoni (Amanda)
- Batman: Odważni i bezwzględni (Morgaine le Fey)
- Scooby-Doo: Strachy i patałachy
- Tajemnice domu Anubisa (Mara)
- Mój kumpel anioł  (Jane Casey)
- Grachi (Cussy)